# Haieu, Bihor
Haieu (în maghiară Hájó) este un sat în comuna Sânmartin din județul Bihor, Crișana, România.

## Monumente
- Biserica "Nașterea Maicii Domnului", construită în secolul al XIV-lea, modificată în 1857, înscrisă ca monument istoric, având codul BH-II-m-B-01157
- Biserica romano-catolică "Sf. Ladislau", ctitorită de episcopul István Lipovniczky, sfințită în anul 1883

## Galerie de imagini

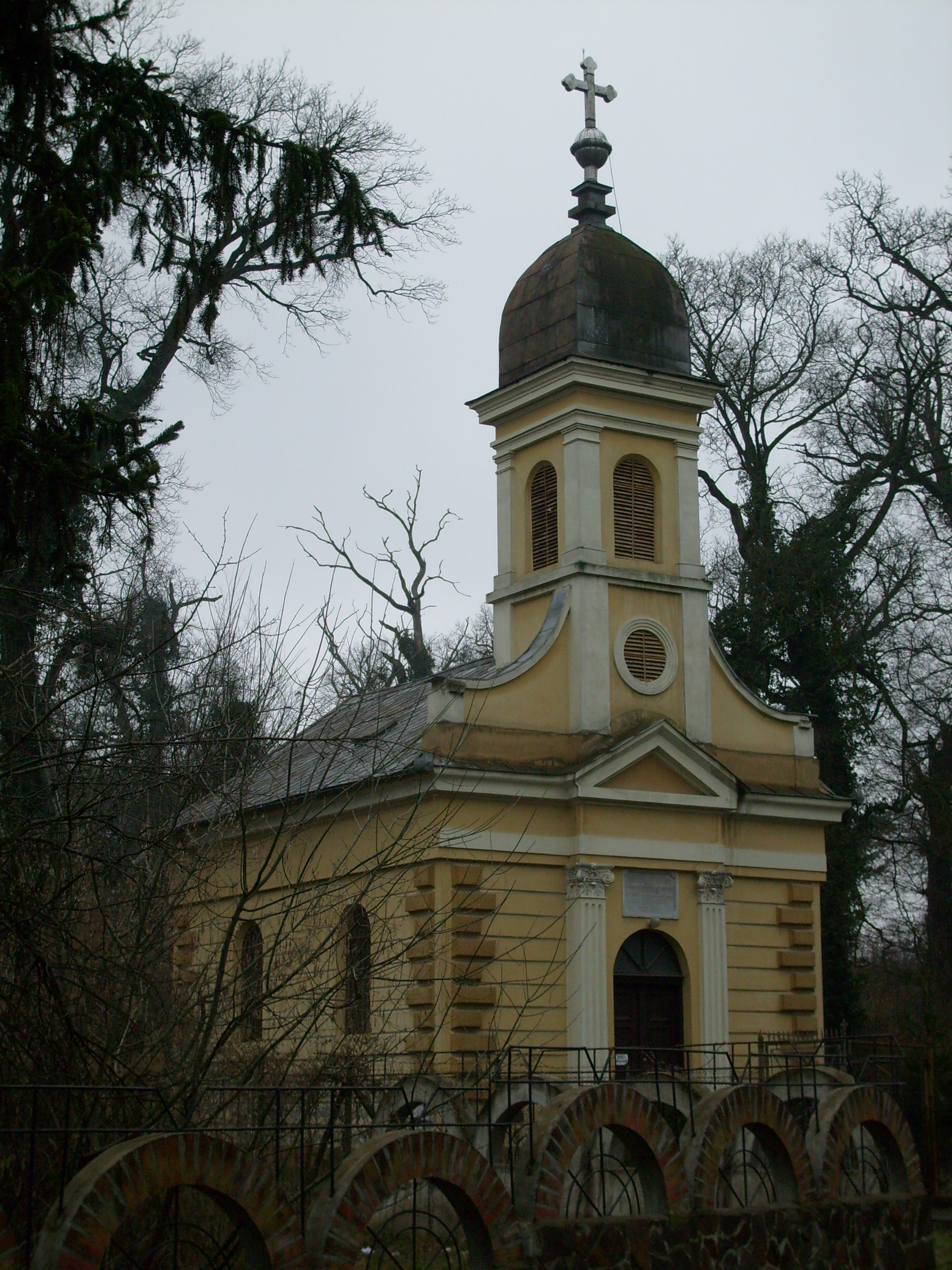
Biserica romano-catolică (sec. al XIX-lea)
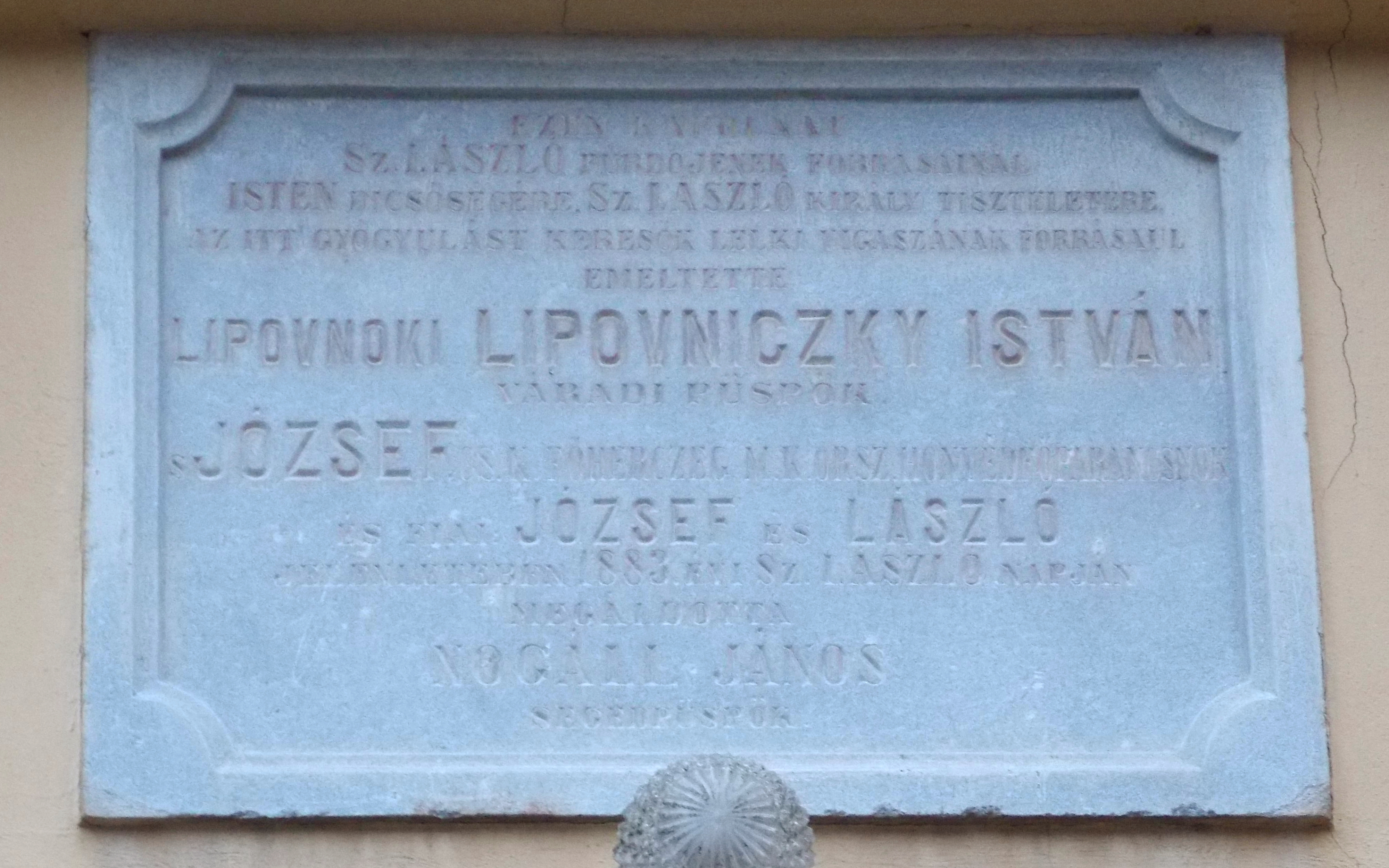
Pisania bisericii romano-catolice